# Резолюция 273 на Съвета за сигурност на ООН
Резолюция 273 на Съвета за сигурност на ООН е приета на 9 декември 1969 г. по повод жалбата на Сенегал срещу действията на португалските въоръжени сили в Бежен, Португалска Гвинея, които в периода 21 ноември – 7 декември 1969 г. извършват две нападения над сенегалското селище Самин, причинявайки човешки жертви и материални щети сред местното цивилно население. С Резолюция 273 Съветът за сигурност осъжда португалските власти за двете нападения срещу Самин и причинените от тях човешки жертви и материални загуби и призовава Португалия да се въздържа от други нарушения на суверенитета и териториалната цялост на Сенегал.
Резолюция 273 е приета с мнозинство от 13 гласа при двама въздържали се от страна на Испания и Съединените щати.